# Skarðsöxl
Skarðsöxl är ett berg i republiken Island. Det ligger i regionen Västfjordarna, 240 km norr om huvudstaden Reykjavík. Toppen på Skarðsöxl är 740 meter över havet.
Trakten runt Skarðsöxl är nära nog obefolkad, med mindre än två invånare per kvadratkilometer. Det finns inga samhällen i närheten. Trakten runt Skarðsöxl består i huvudsak av gräsmarker.